# Sirogloea euonymi
Sirogloea euonymi är en svampart som beskrevs av Petr. 1923. Sirogloea euonymi ingår i släktet Sirogloea, divisionen sporsäcksvampar och riket svampar.   Inga underarter finns listade i Catalogue of Life.